# Zerbino Lugo
Zerbino Lugo (Bassano del Grappa, ... – Feltre, 17 gennaio 1647) è stato un vescovo cattolico italiano.

## Biografia
Nato a Bassano del Grappa, il 2 dicembre 1609 fu nominato vescovo di Milopotamo da papa Paolo V.
Dimessosi dall'ufficio, il 9 gennaio 1640 fu nominato vescovo di Feltre da papa Clemente VIII.
Promosse il culto e le sacre ufficiature in cattedrale.
Morì a Feltre il 17 gennaio 1647.

## Genealogia episcopale
La genealogia episcopale è:
- Vescovo Otto von Sonnenberg
- Vescovo Friedrich von Zollern
- Vescovo Ruprecht von Pfalz-Simmern
- Vescovo Mathias Schach, O.Cart.
- Vescovo Philipp von der Pfalz
- Cardinale Matthäus Lang von Wellenburg
- Vescovo Ägidius Rehm
- Vescovo Johann Kluspeck, C.R.S.A.
- Vescovo Wolfgang von Salm
- Vescovo Urban Sagstetter
- Arcivescovo Johann Jakob von Kuen-Belasy
- Vescovo Urban von Trennbach
- Arcivescovo Wolf Dietrich von Raitenau
- Cardinale Alfonso Visconti, C.O.
- Cardinale Giovanni Dolfin
- Vescovo Zerbino Lugo